# Tournoi de tennis d'Auckland (dames 1967)
Le tournoi de tennis d'Auckland est un tournoi de tennis. L'édition féminine 1967 se dispute du 29 janvier au 6 février 1967.
Rosie Casals remporte le simple dames. En finale, elle bat Françoise Dürr.
L'épreuve de double voit quant à elle s'imposer Rosie Casals et Françoise Dürr.
En double mixte, la paire Rosie Casals et Graham Stilwell enlève le titre.

## Résultats en simple

### Tableau final
|  |                |  |   |   |  |
|  | Finale         |  |   |   |  |
|  |                |  |   |   |  |
|  |                |  |   |   |  |
|  | Rosie Casals   |  | 6 | 7 |  |
|  | Rosie Casals   |  | 6 | 7 |  |
|  | Françoise Dürr |  | 2 | 5 |  |

## Résultats en double

### Tableau final
|  |                              |  |   |    |  |
|  | Finale                       |  |   |    |  |
|  |                              |  |   |    |  |
|  |                              |  |   |    |  |
|  | Rosie Casals Françoise Dürr  |  | 6 | 10 |  |
|  | Rosie Casals Françoise Dürr  |  | 6 | 10 |  |
|  | Kerry Melville Gail Sherriff |  | 4 | 8  |  |

## Résultats en double mixte

### Tableau final
|  |                              |  |  |  |  |
|  | Finale                       |  |  |  |  |
|  |                              |  |  |  |  |
|  |                              |  |  |  |  |
|  | Rosie Casals Graham Stilwell |  |  |  |  |
|  |                              |  |  |  |  |
|  |                              |  |  |  |  |